# Тонді (зупинний пункт)
Тонді (ест. Tondi raudteepeatus) — залізнична зупинка в Таллінні, столиці Естонії. Третя зупинка на західному напрямку Elektriraudtee. Тут зупиняються всі пасажирські поїзди, що прямують до Палдіскі, Кейли, Турби і Клооґаранни. Зупинка обладнана пасажирськими платформами завдовжки 167 метрів.
Попри те, що залізницю Таллінн — Кейла відкрито 1870 року, зупинний пункт тут з'явився тільки 1933 року. Цього ж року подовжено трамвайну лінію, а 1936 року побудовано трамвайне депо.
Тонді — одна з трьох залізничних зупинок (разом із Балтійським вокзалом і Юлемісте), які з'єднані з трамвайними лініями. Тут зупиняються трамваї третього (Тонді — Кадріорг) та четвертого (Тонді — Аеропорт) маршрутів.

Будівля вокзалу, закрита 1998 року, перебувала в дуже поганому стані. 2009 року її визнано пам'яткою культурної спадщини. 2008 року старі платформи демонтовано, а на їхньому місці встановлено нові, нижчі. Дерев'яну частину будівлі демонтовано, і (станом на 2012 рік) заплановано реставрацію.

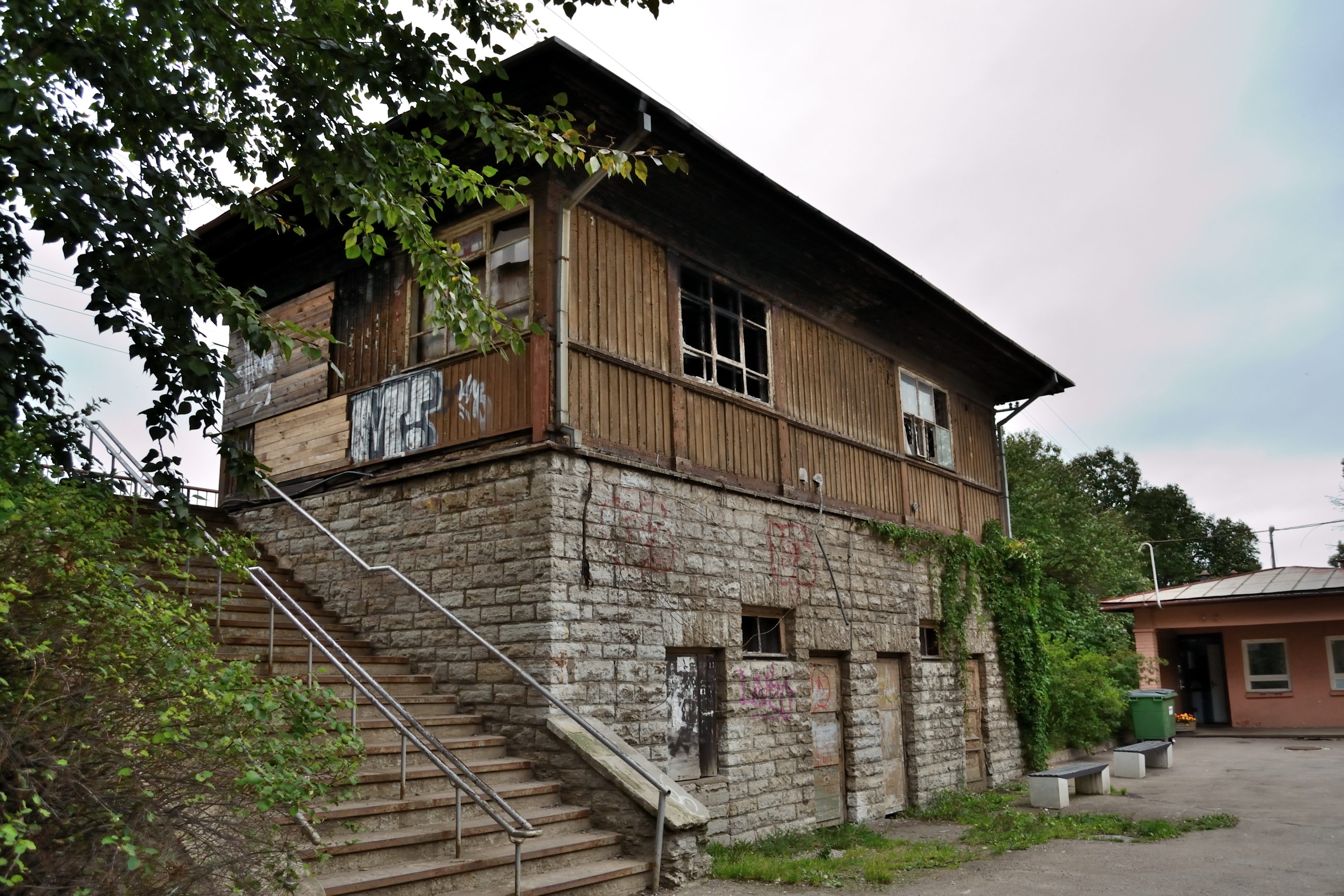
Будівля зупинки. 2011 рік
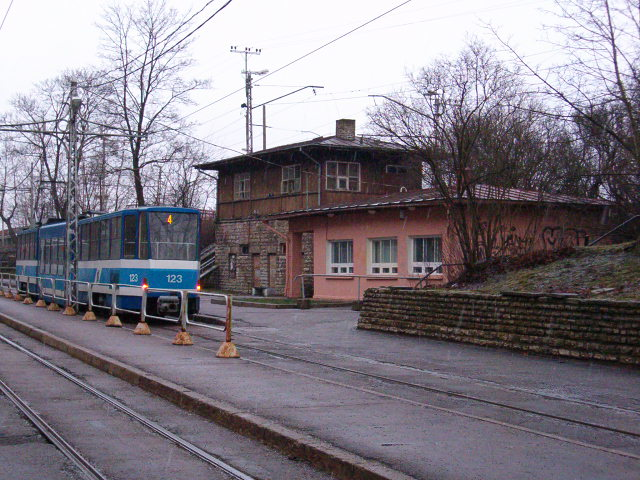
Будівля вокзалу та трамвайна зупинка Тонді. 2008 рік
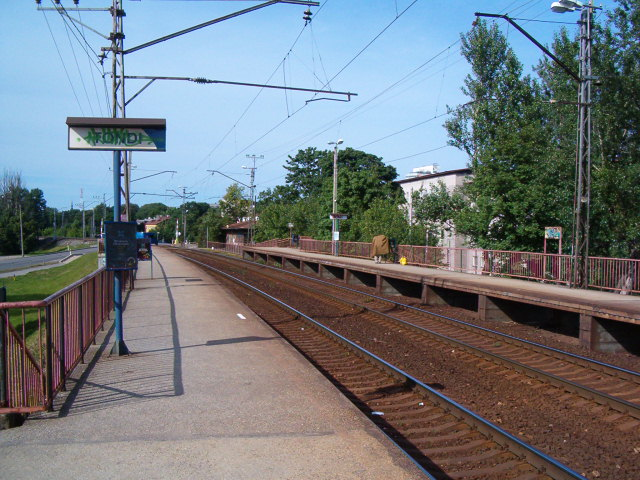
Зупинка Тонді зі старими платформами. 2009 рік
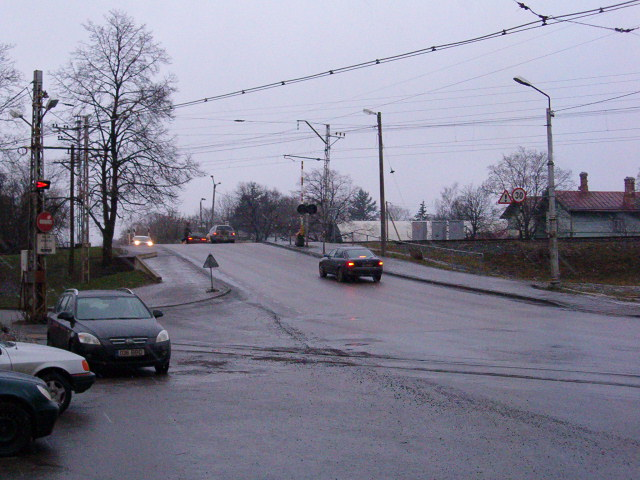
Переїзд вулиці Тонді.